# Когут Іван Михайлович
Іван Михайлович Ко́гут (нар. 27 вересня 1947, Баштанків) — український художник декоративно-ужиткового мистецтва, дизайнер, педагог; член Спілки радянських художників України з 1989 року.

## Біографія
Народився 27 вересня 1947 року у селі Баштанкові (нині Подільський район Одеської області, Україна). 1976 року закінчив Львівський інститут прикладного та декоративного мистецтва за спеціальністю «Проектування та оформлення інтер'єру» (викладачі Дмитро Крвавич, Еммануїл Мисько, Володимир Овсійчук, Михайлдо Курилич).
Після здобуття освіти працював у Хмельницькому, у художньо-виробничих майстернях; з 2004 року — викладач кафедри дизайну Хмельницького національного університету. Живе у місті Хмельницькому, в будинку на вулиці Романа Шухевича № 4/3, квартира 13.

## Творчість
У станкових рельєфах на дереві використовує камінь, смальту, дзеркало, метал. Оформив інтер'єри громадських, житлових і культових споруд у Києві, Хмельницькому та Хмельницькій області. Серед робіт:
композиції
- «За землю, за волю» (1977);
- «Коліївщина» (1977);
- «Устим Кармелюк» (1978; дерево, різьблення);
- «Космос» (1980);
- триптих «Подільські веснянки» (1980; червоне дерево, різьблення);
- «Пробудження», (1988; дерево, різьблення);
- «Дерево життя» (1988);
- «Подолянка» (1988);
- «Спогад про море» (1989; дерево, різьблення);
- «Метелик» (1989);
- «Яблука» (1989);
- «Вічність» (1997);
- «Подих моря» (1997);
- «Хмара» (1997);
- «Голуб'янки» (1997, дерево, цвяхи, позолота);
- «Осінь» (1998; дерево, різьблення);
- «Дороги життя» (1999);
- «Спокуса» (1999; дерево, дорогоцінне каміння, дзеркало, авторська техніка);
- «Мелодія мого міста» (2006);
- «Бабине літо» (2009; (дерево різних порід, позолота, авторська техніка);

інтер'єри
- для фоє кінотеатру «Мир» (1986; декоратино-рел'єфна композиція «Мир», об'ємно-просторова композиція фонтана, шамот, глазурі, мозаїка);
- вхідної зони і вестибюля Хмельницького обласного будинку природи (1987; об'ємно-просторова композиція «Світ природи» з паяним вітражем і штучною підсвіткою на стіні, стелі, дверях і підставках 1030х265х53 см; метал, кольорове скло; рел'єфна композиція «Природа» 547х285 см; камені, різьблення);
- експозиції «Подільське село» у Музеї народної архітектури та побуту у Києві (1990-ті).

Брав участь в обласних, всеукраїнських, міжнародних мистецьких виставках з 1980 року.
Багато творів зберігається у приватних колекціях в Україні та за кордоном.